# Petrus Marius Brouwer
Petrus Marius Brouwer (Voorburg, 8 oktober 1819 – Deventer, 20 oktober 1886) was een Nederlandse burgemeester. Ook was hij kunstschilder, tekenaar en aquarellist.

## Leven en werk
Brouwer werd in 1819 in Voorburg geboren als zoon van de arts Petrus Brouwer en Agatha Dorrepaal. Brouwer werd in 1866 benoemd tot burgemeester van Zwijndrecht. Tijdens zijn burgemeesterschap kreeg Zwijndrecht een spoorverbinding. Ook werd in die periode de spoorbrug over de Oude Maas gebouwd, waardoor een spoorverbinding tussen Rotterdam en Dordrecht via Zwijndrecht tot stand kwam. Op zijn verzoek kreeg hij in 1877 eervol ontslag verleend als burgemeester van Zwijndrecht.
Brouwer was geen onverdienstelijke kunstschilder. Hij had schilderlessen gehad van Andreas Schelfhout en exposeerde op de tentoonstellingen van "Levende Meesters" in Den Haag en Amsterdam. Zowel het museum Boijmans Van Beuningen in Rotterdam als het Rijksmuseum Amsterdam en het Kröller-Müller Museum bezitten werk van hem.
Brouwer trouwde op 12 maart 1845 in Den Haag met Johanna Geertrui Vorderman. Hij overleed in 1886 op 67-jarige leeftijd in een krankzinnigengesticht Deventer. Zijn overlijden werd aangegeven door de huismeester van het gesticht. Hij was een week voor zijn overlijden opgenomen waarschijnlijk vanwege diabetis. Hij woonde in die tijd in Gorssel.

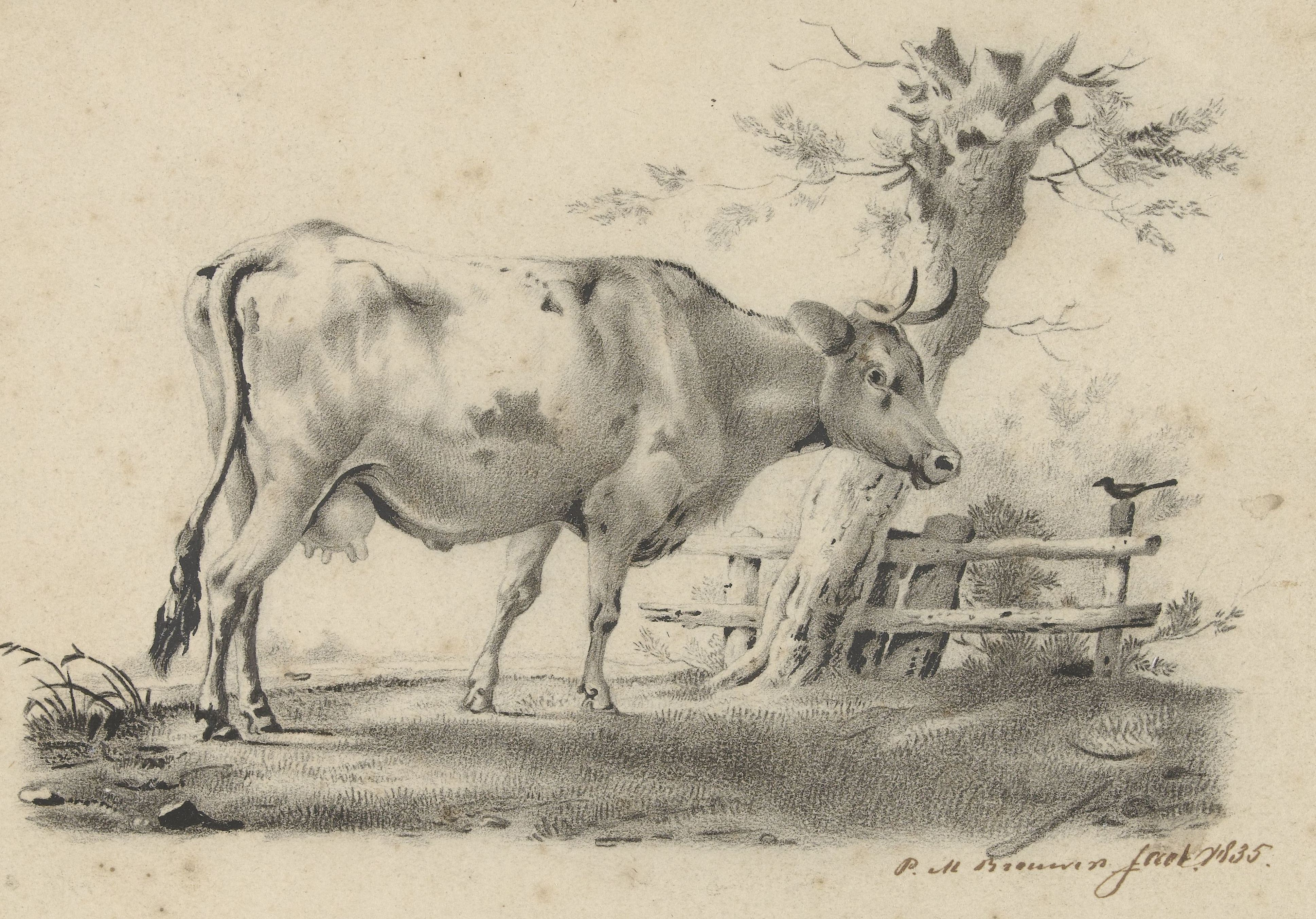
Staande koe (1835)
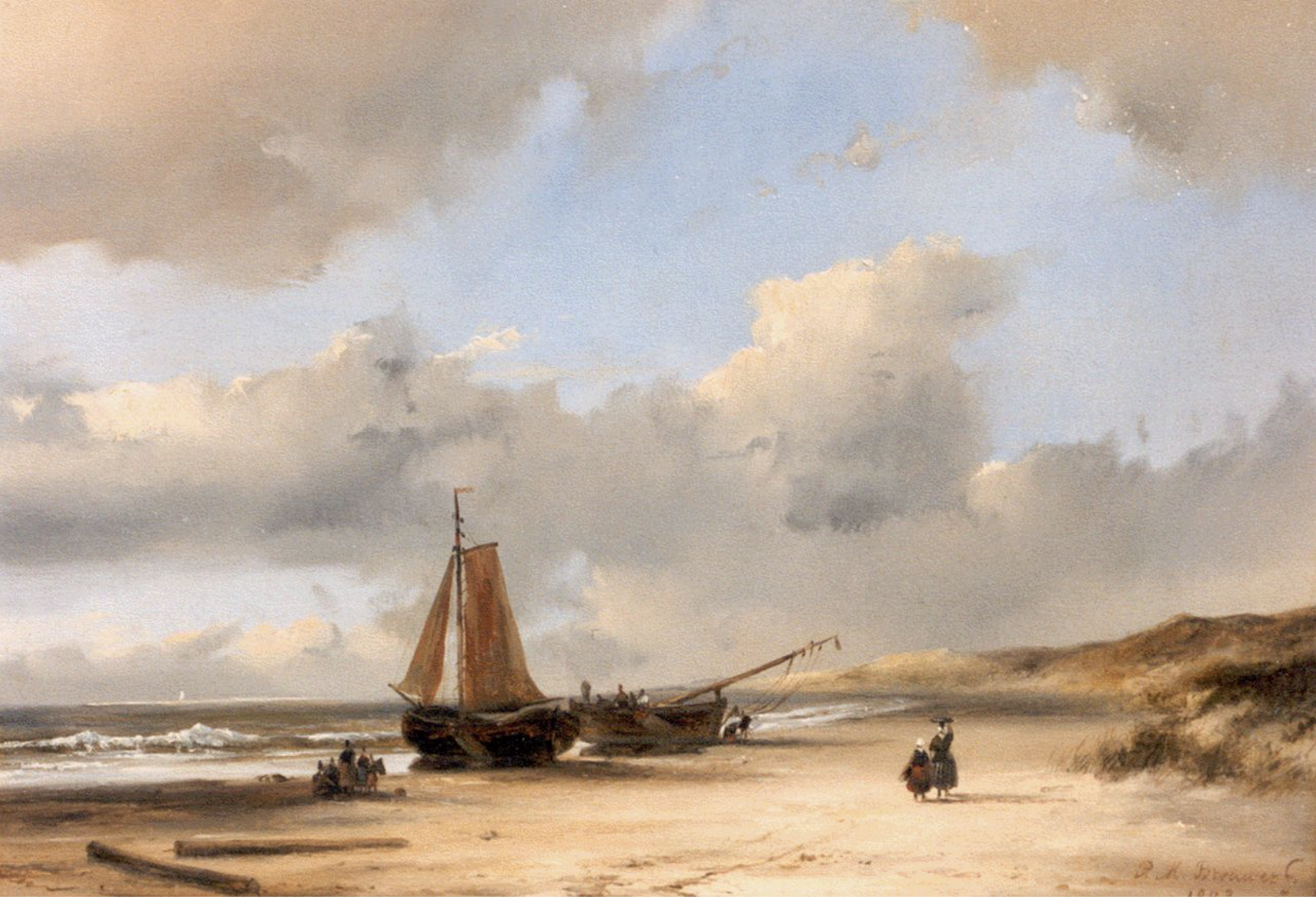
Bomschuiten met vissersvolk op het strand (1843)
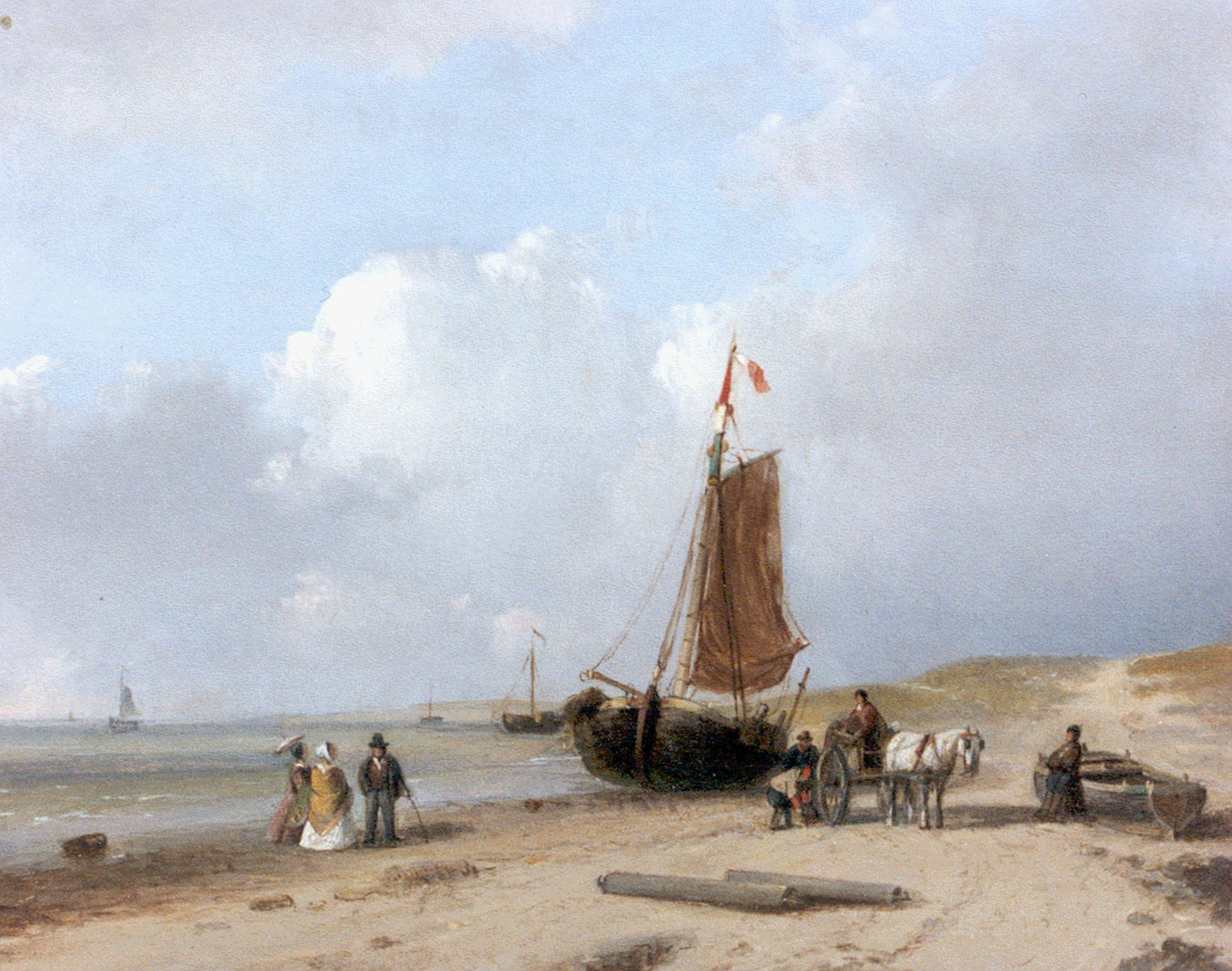
Strandgezicht

- Biografisch Portaal: 00972752
- RKD-Nederlands Instituut voor Kunstgeschiedenis: 13109
- Union List of Artist Names: 500013635
- Virtual International Authority File: 95764366